# Liste der Wappen im Saarpfalz-Kreis
Die Liste der Wappen im Saarpfalz-Kreis zeigt die Wappen der Städte, Gemeinden und ehemals selbständigen Gemeinden im saarländischen Saarpfalz-Kreis.

## Saarpfalz-Kreis

Saarpfalz-Kreis[1]
Lage des Saarpfalz-Kreises im Saarland

### Wappen der Vorgängerkreise

Landkreis Homburg[2]
Landkreis Sankt Ingbert[3]

## Wappen der Städte und Gemeinden

Homburg[4] (Details)
Bexbach[5]
Blieskastel[6] (Details)
Gersheim[7]
Kirkel[8]
Mandelbachtal[9]
St. Ingbert[10] (Details)

## Wappen ehemals selbständiger Gemeinden

### Ortsteile der Stadt Bexbach

Frankenholz[11]
Höchen[12]
Kleinottweiler[13]
Mittelbexbach (Innenstadt von Bexbach)[14]
Niederbexbach[15]
Oberbexbach[16]

### Ortsteile der Stadt Blieskastel

Altheim
Aßweiler[17]
Ballweiler[18]
Bierbach[19]
Biesingen
Blickweiler[20]
Breitfurt[21]
Brenschelbach
Mimbach[22]
Niederwürzbach[23]
Webenheim

### Ortsteile der Gemeinde Gersheim

Bliesdalheim[24]
Ortsteil Gersheim[25]
Herbitzheim[26]
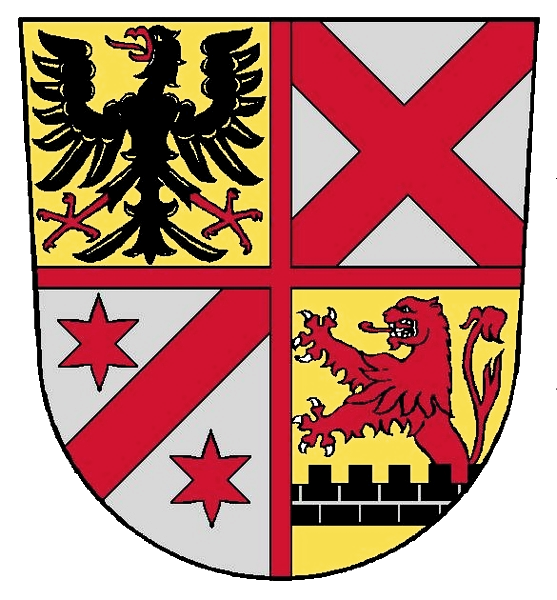
Medelsheim-Seyweiler
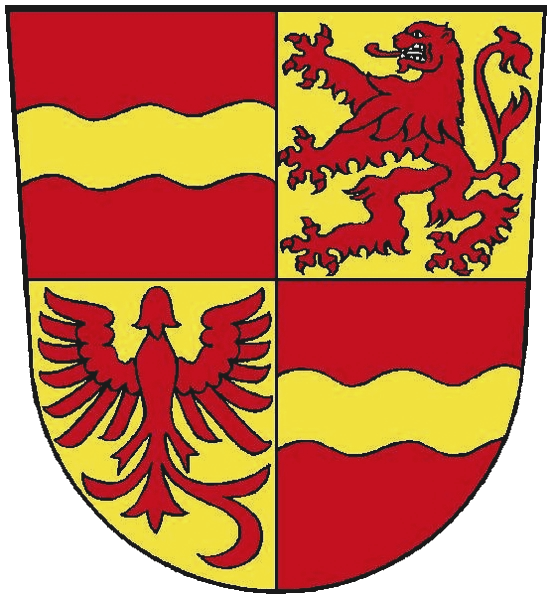
Niedergailbach
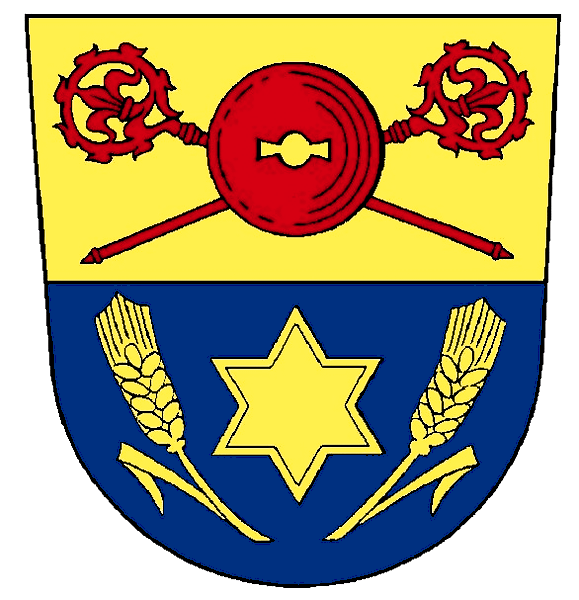
Peppenkum-Utweiler
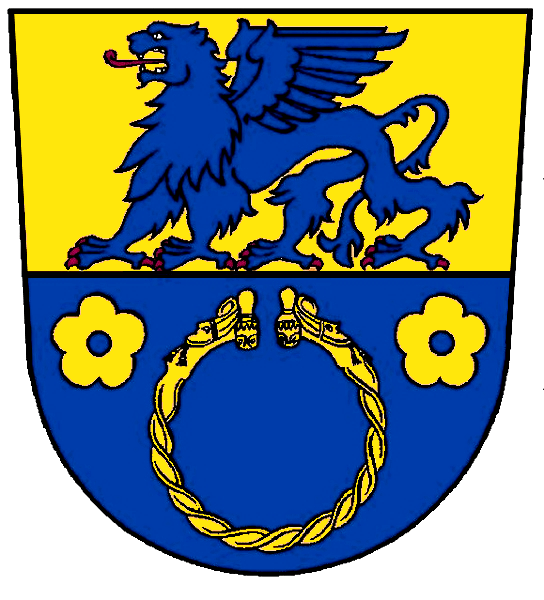
Reinheim
Rubenheim[28]
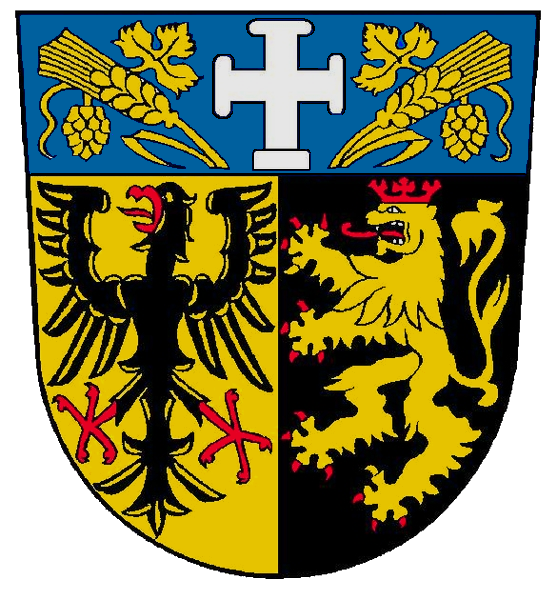
Walsheim

### Ortsteile der Kreisstadt Homburg

Jägersburg
Kirrberg
Einöd

- Jägersburg[29]
- Kirrberg[30]
- Einöd[31]

### Ortsteile der Gemeinde Kirkel

Altstadt[32]
Kirkel-Neuhäusel[33]
Limbach[34]

### Ortsteile der Gemeinde Mandelbachtal

Bebelsheim[35]
Bliesmengen-Bolchen[36]
Erfweiler-Ehlingen[37]
Habkirchen
Heckendalheim[38]
Ommersheim[39]
Ormesheim[40]
Wittersheim[41]

### Ortsteile der Stadt St. Ingbert

Hassel[42]
Oberwürzbach
Rentrisch[43]
Rohrbach[44]
Ab 1947 Stadt Sankt Ingbert bzw. seit 1974 Sankt Ingbert-Mitte[45]

## Blasonierungen
1. ↑  Saarpfalz-Kreis: Geviert; Feld 1: in Schwarz ein rot gekrönter, rot bewehrter und rot gezungter goldener Löwe, Feld 2: in Silber ein durchgehendes rotes Kreuz, Feld 3: in Gold ein wachsender blauer Abtsstab, Feld 4: in Rot ein blau bewehrter und blau gezungter silberner Löwe.
2. ↑  Landkreis Homburg: Im viergeteiltem Schild rechts oben in Rot ein nach rechts steigender blaubewehrter silberner Löwe; links oben in Gold ein nach rechts steigender doppelschweifiger roter Löwe, belegt mit einem durchgehenden dreilätzigen blauen Turnierkragen; rechts unten in Gold ein roter Abtstab; links unten in Schwarz ein doppelköpfiger rotbewehrter silberner Adler.
3. ↑  Landkreis Sankt Ingbert: Schild durch einen silbernen Pfahl, mit einem mit der Krümme rechtshin gewendeten roten Abtstab belegt, gespalten. Vorn ein nach links gewendeter, golden gekrönter, rotbezungter silberner Löwe in blauem mit silbernen Fußwiderspitzkreuzen bestreutem Feld, hinten in Schwarz ein rot gekrönt und -bezungter, bewehrter goldener Löwe.
4. ↑  Homburg: In Silber (Weiß) auf grünem Hügel ein grüner Lindenbaum mit einundzwanzig Blättern.
5. ↑  Bexbach: In Grün ein goldener Schrägbalken, begleitet oben von einem sechsstrahligen goldenen Stern und unten von einem goldenen Schlägel und einem goldenen Eisen in schräger Kreuzung.
6. ↑  Blieskastel: In Silber (Weiß) auf grünem Boden stehend der an einem grünen Baum gebundene, mit einem goldenen Lendentuch bekleidete und von goldenen Pfeilen durchbohrte goldennimbierte heilige Sebastian in natürlichen Farben und mit goldenen Haaren.
7. ↑  Gersheim: Unter rotem Schildhaupt, darin ein goldener Ammonit, in Silber schräggekreuzt ein roter Abtstab und ein gestürztes blaues Schwert.
8. ↑  Kirkel: In Blau über einem vom rechten unteren Schildrand ausgehenden aufsteigenden silbernen Schnörkel, ein von drei balkenweise gestellten silbernen Lindenblättern überhöhtes, balkenweise gelegtes goldenes Schwert.
9. ↑  Mandelbachtal: In Silber ein durchgehendes grünes Tatzenkreuz, bewinkelt mit je zwei roten heraldischen Rosen mit goldenen Kelchblättern und goldenem Butzen.
10. ↑  St. Ingbert: Schräggeteilt durch einen pfahlweise weiß-blau geweckten Balken, dieser belegt mit einem rotbewehrten und bezungten goldenen (gelben) schreitenden Löwen, unten in Rot ein schwarz gekleideter wachsender Bergmann mit silberner (weißer) Feder am Schachthut und silbernem (weißem) Gürtel, in Rechten einen silbernen (weißen) Hammer auf der Schulter tragend, Hände und Gesicht in Naturfarben; oben in Schwarz über gekreuztem Hammer und Schlägel ein Kammrad, alle in Silber (Weiß).
11. ↑  Frankenholz: In Silber auf grünem Hügel ein grüner Laubbaum, oben begleitet rechts von schwarzem Hammer und Schlägel, schräggekreuzt, links von einer Schwarzen Lilie.
12. ↑  Höchen: In Blau auf grünem Dreiberg ein silberner Aussichtsturm
13. ↑  Kleinottweiler: In Silber ein bewurzelter grüner Eichenbaum, am Stamm überdeckt von einem dreilätzigen blauen Turnierkragen
14. ↑  Mittelbexbach: Wappenschild mit goldenem Schrägrechtsbalken, begleitet links oben in Blau von goldenem, sechsstrahligem Stern, rechts unten in Schwarz von goldenem gekreuztem Hammer und Schlägel.
15. ↑  Niederbexbach: In Grün ein silberner Schräglinkswellenbalken, begleitet oben von einem vierspeichigen goldenen Mühlrad, unten von einer aufrecht silbernen Geweihstange, über silbernem Dreiberg.
16. ↑  Oberbexbach: In durch silbernen Wellenbalken geteiltem Schild oben rechts in Schwarz zwei gekreuzte Ähren, oben links in Gold schwarzer gekreuzter Hammer und Schlägel, unten in Rot ein sechsstrahliger goldener Stern.
17. ↑  Aßweiler: Geteilt, oben in Gold ein rotes Andreaskreuz, unten in Blau ein silberner Pfahl.
18. ↑  Ballweiler: Geviert, oben rechts in Rot ein wachsender, blaubewehrter blaubezungter goldener Löwe, oben links in Silber ein wachsender roter Abtstab, unten rechts in Silber eine gestürzte rote Pflugschar, unten links in Rot eine gestürzte goldene Pflugschar.
19. ↑  Bierbach: In Grün ein silberner Schräglinks-Wellenbalken, belegt mit einem silbernen Herzschild, darin der Heilige Priminius in rotem Ornat mit dem Evangelienbuch in der Rechten und dem Krummstab in der Linken.
20. ↑  Blickweiler: Unter silbernem Wellenschildhaupt, darin eine rote halbrunde Schale, in Rot 5 silberne, heraldische Rosen (3:2) mit goldenen Kelchblättern und 3 goldenen Butzen.
21. ↑  Breitfurt: Von Schwarz und Silber im Wellenschnitt gespalten und im Schartenschnitt geteilt. Oben rechts dir goldenen Versalbuchstaben F und B spiegelbildlich zusammengestellt; oben links drei blaue Ähren; unten rechts ein rohbehauenes blaues Reiterstandbild; unten links die goldenen Versalbuchstaben F und B.
22. ↑  Mimbach: In Gold ein roter Löwe, in der rechten Pranke eine rote Tulpe mit grünen Blättern haltend.
23. ↑  Niederwürzbach: Über silbernem Wellenschildfuß, darin ein blaues Seerosenblatt, ein silberner Pfahl, belegt mit einem durchgehenden roten Kreuz, in Blau, begleitet von zwei silbernen Hirschstangen.
24. ↑  Bliesdalheim: In Schwarz ein silberner Wellenbalken, überdeckt mit einem widerstehenden, rotbewehrten und rotbezungten goldenen Löwen.
25. ↑  Gersheim: In Gold vor Blau gespalten, vorne schwarzes Mühlrad, hinten silberne Lilie, über silbernem Schildfuß ein schwarz-silber-schwarzer Wellenbalken.
26. ↑  Herbitzheim: Halbgespalten und geteilt: Oben links in Gold ein vierspeichiges rotes Mühlrad, oben rechts in Rot ein goldener Ammonit, unten in Blau ein silberner Wellenbalken, überdeckt mit drei fächerförmig gestellten, aus gemeinsam geblättertem Stock wachsenden goldenen Orchideen des Manns-Knabenkrautes (Orchis mascula).
27. ↑  Reinheim: In gold über blau geteiltem Schild oben ein blauer, stehender, geflügelter, rotbewehrter Löwe mit untergeschlagenem Schweif; unten ein goldener, oben offener Halsreif, dreilamellig gedreht, mit reich verzierten Enden, begleitet von zwei goldenen, rosettenförmigen Perlen.
28. ↑  Rubenheim: Gespalten, vorn in Grün ein durchgehendes silbernes Passionskreuz, hinten in Blau ein silberner Pfahl.
29. ↑  Jägersburg: In silbernem Schild ein kleiner roter Schild, überhöht von einem blauen, dreilätzigen Turnierkragen. Unter dem roten Schild zwei gekreuzte, rote Geweihstangen mit je 5 Enden.
30. ↑  Kirrberg: Zweigeteiltes Wappenschild mit silbernem, blaubewertem Homburger Löwen auf rotem Feld und Kreuz in weißem Feld auf grünem Dreiberg.
31. ↑  Einöd: In Rot ein mit dem Sternen nach oben pfahlweise gestellter silberner Pflug.
32. ↑  Altstadt: In Blau ein silberner Wellenbalken im Schildfuß, überdeckt von goldener mit einem festürzten blauen Schwert belegter Deichsel.
33. ↑  Kirkel-Neuhäusel: In geteiltem Schild oben ein blauer dreispitziger Zickzackbalken, unten in Blau ein vom unteren rechten Schildrand aufsteigender silberner Schnirkel (Schnörkel oder Schneckenschnitt)
34. ↑  Limbach: In silbernem Schild einen blauen schrägrechten Wellenbalken, der begleitet ist, oben von schwarzem gekreuztem Hammer und Schlägel und unten von einer schwarzen gestürzten Pflugschar
35. ↑  Bebelsheim: Unter goldenem Schildhaupt, darin drei rote Eisenhüte, in Blau ein mit einem durchgehenden roten Kreuz belegter silberner Pfahl, begleitet rechts von einem silbernen Kleeblattfußspitzkreuz und links von einem silbernen Rundturm mit eingebogenem Kegeldach, einem Fenster und einer Tür.
36. ↑  Bliesmengen-Bolchen: In Silber drei rote Sparren, im rechten Obereck in Schwarz 3 (2:1) liegende goldene Halbmonde.
37. ↑  Erfweiler-Ehlingen: Unter silbernem Schildhaupt, darin ein durchgehendes rotes Kreuz, in Blau ein silberner Pfahl, begleitet rechts von einem goldenen Rundturm mit Kegeldach, schwarzer Tür und schwarzem Fenster, links von einem goldenen Mühlstein.
38. ↑  Heckendalheim: Geteilt oben in Silber ein blauer Pfahl belegt mit einem wachsenden silbernen Abtstab und begleitet rechts von einem aus der Spaltung wachsenden silbergezungten blauen Leoparden und links von einem gekrönten blauen Löwen; unten in Blau ein silberner Pfahl.
39. ↑  Ommersheim: In Silber über Blau geteiltem Schilde oben ein blauer, rot bewehrter wachsender Löwe, unten ein silberner Pfahl.
40. ↑  Ormesheim: In Silber ein grüner Rosenzweig mit fünf roten Blüten, bedeckt von einem blauen Herzschild mit silbernem Pfahl, darin ein blaues, gestürztes Schwert.
41. ↑  Wittersheim: Geviert, die Teilung im Wellenschnitt; oben rechts in Blau ein von Rot und Silber in zwei Reihen geschachter Schrägbalken, oben links in Silber ein roter Zickzackbalken, unten rechts in Silber ein roter und unten links in Blau ein silberner Stein, dazwischen auf der Spaltung ein von Rot und Silber gespaltenes Tatzenkreuz mit bogenförmigen Enden.
42. ↑  Hassel: Unter einem silbernen Schildhaupt, darin fünf (3:2) blaue Haselblätter, in Schwarz ein rotbekrönter und rotbewehrter goldener Löwe.
43. ↑  Rentrisch: Unter silbernem, im Zahnschnitt abgeteilten Schildhaupt in Blau, ein goldener Balken, begleitet von je drei (oben 3 und 2:1) silbernen Fußwiderspitzenkreuzen.
44. ↑  Rohrbach: Unter goldenem Schildhaupt, darin ein durchgehendes schwarzes Kreuz, in Blau zwei goldene Rohrkolben, aus silbernem Wellenfuß wachsend, dazwischen schwebend ein vierspeichiges goldenes Zahnrad.
45. ↑  Sankt Ingbert: Schild in Schwarz und Rot, durch ein durchgehendes goldenes Kreuz geviertet. Im rechten oberen schwarzen Feld zwei schräggekreuzte silberne Schlegel. Im linken oberen roten Felde drei goldene Lilien. In rechten unteren roten Felde auf grünem Dreiberg eine silberne Kapelle. Im linken unteren schwarzen Felde ein silbernes Zahnrad.